# Join the Strike
Join the Strike är det svenska oi!-/streetpunkbandet Guttersnipes andra och sista studioalbum, utgivet 1999 på CD och LP av Sidekicks Records.

## Låtlista
1. "Skinhead"
2. "Join the Strike"
3. "People Think..."
4. "4Q"
5. "Live Hard Die Free"
6. "Violence in the Air"
7. "Wooawoo"
8. "I Hate You and You Hate Me"
9. "Streetfight in Helsinki"
10. "Police Mistake"
11. "Let Your Yeah Be Yeah"
12. "U.C.F.S."

### Fotnoter
1. ↑  ”Join the Strike”. Discogs.com. http://www.discogs.com/Guttersnipe-Join-The-Strike/release/2509321. Läst 15 april 2012.